# محراب

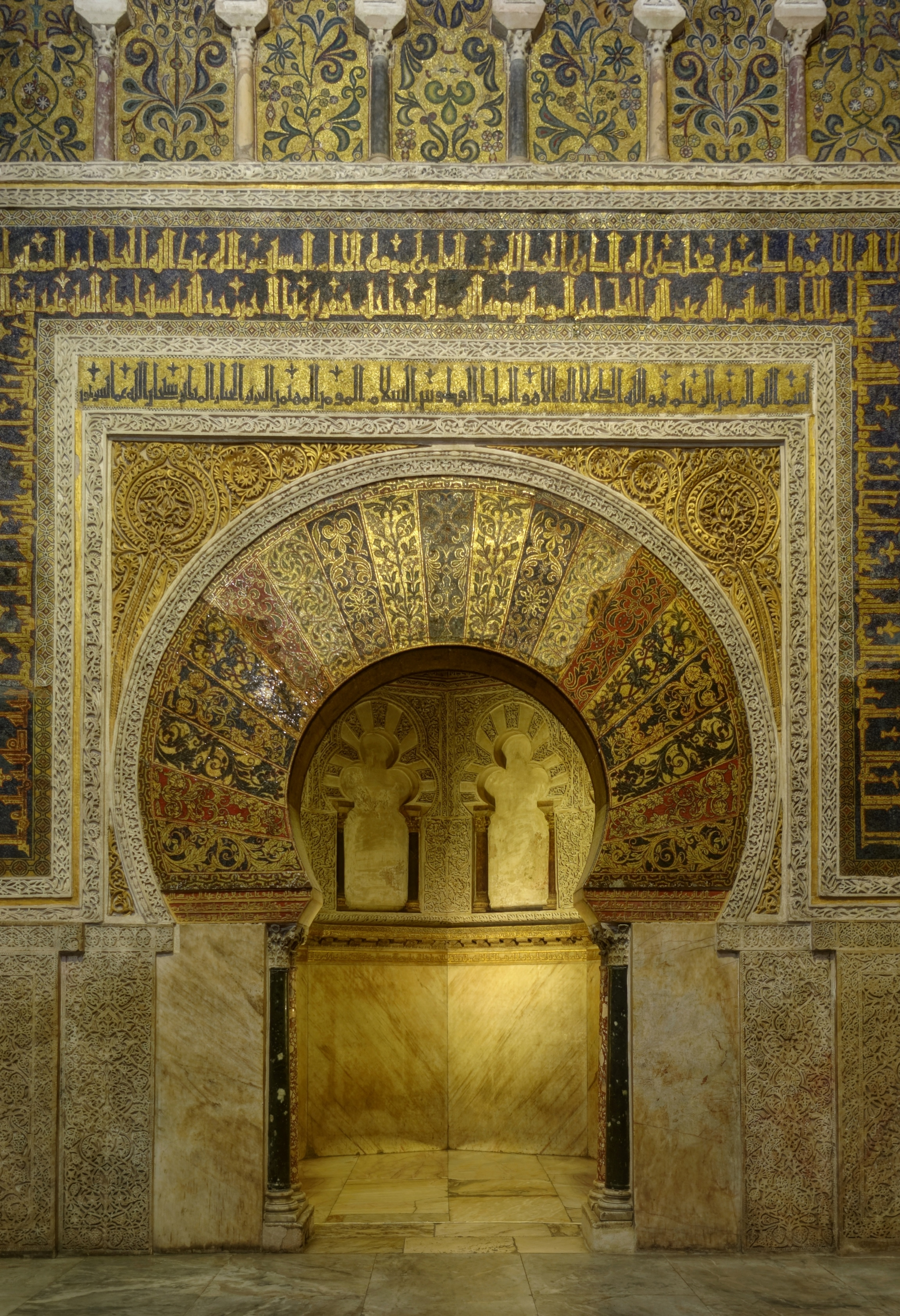
محراب جامع قرطبة الأندلسي.

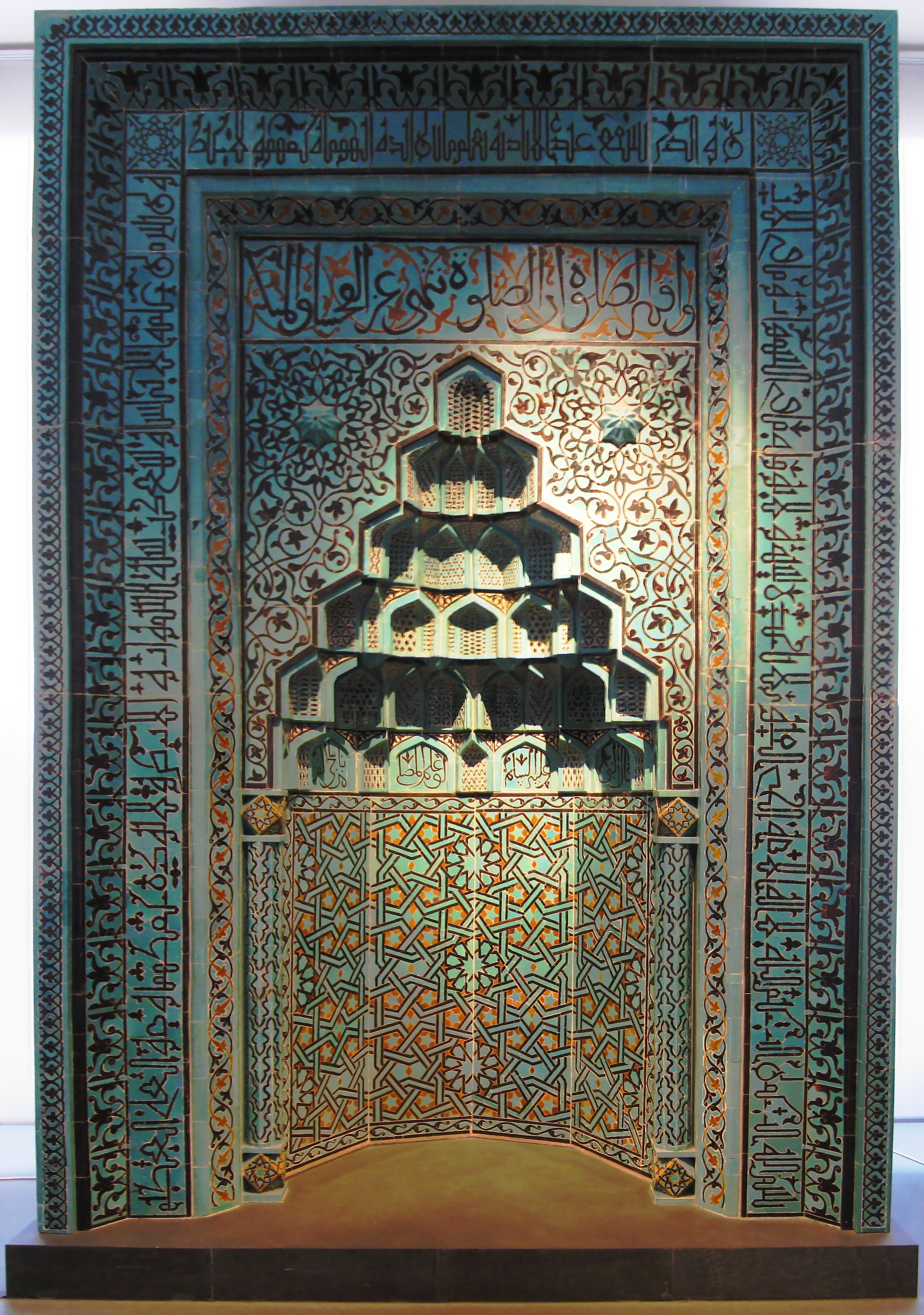
محراب من مدينة قونية التركية.

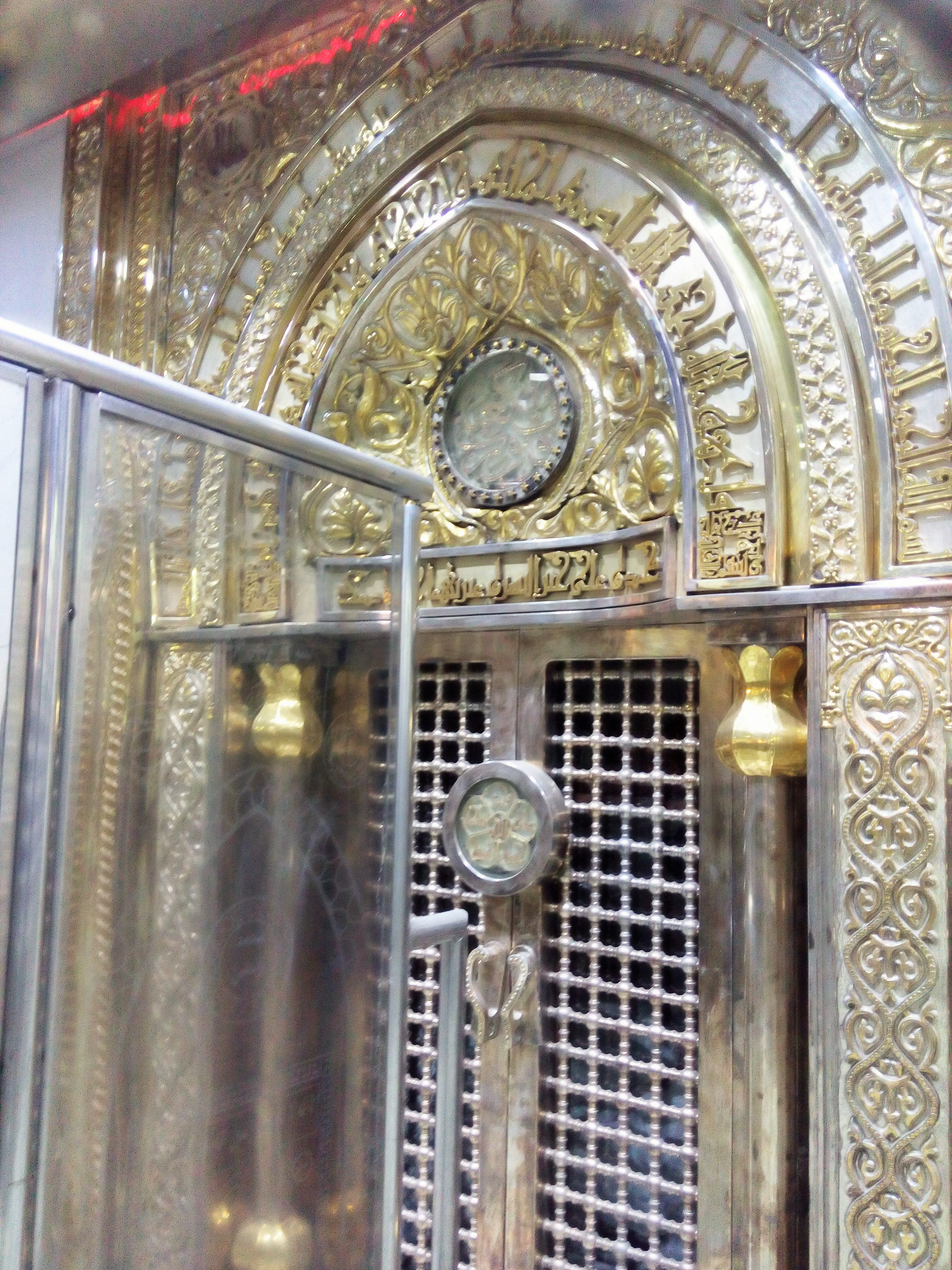
محراب مسجد الكوفة في العراق

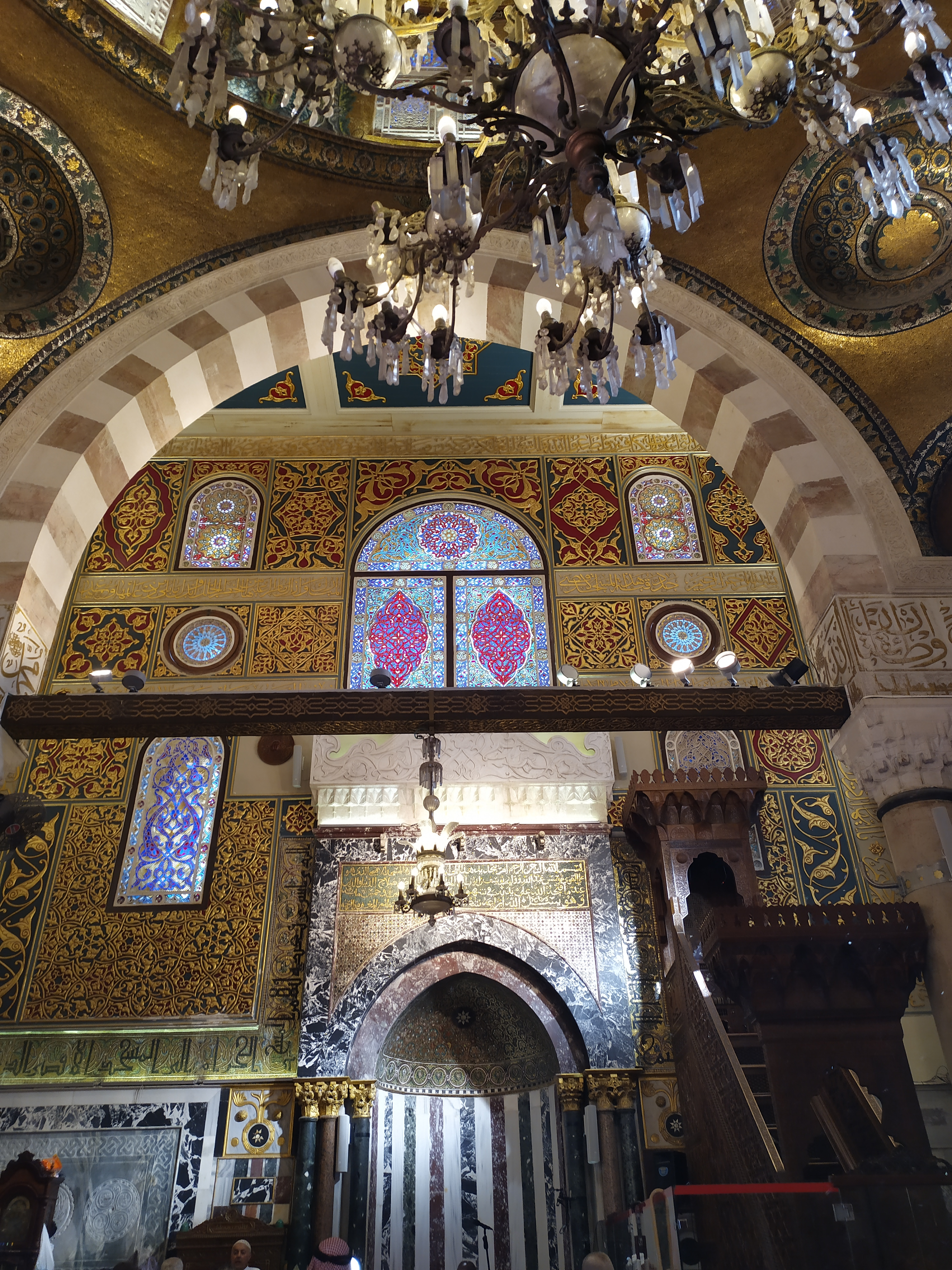
محراب الجامع القبلي في المسجد الأقصى المبارك في القدس

المحراب هو نتوء في منتصف الجدار المواجه للقبلة يدل على اتجاهها. يكون المحراب عادة على شكل طاقة نصف دائرية أو مضلعة مجوفة تَسع أن يقف فيها رجل.

## المحراب في اللغة
قال ابن الأثير: المحراب هو الموضع العالي المشّرف. وقال ابن منظور في لسان العرب مادة حرب: والمِحْرابُ: صَدْرُ البَيْتِ، وأَكْرَمُ مَوْضِعٍ فيه، والجمع المَحارِيبُ. وقال أَبو حنيفة: المِحْرابُ أَكْرَمُ مَجالِس المُلوكِ. وقال أَبو عبيدة: المِحْرابُ سَيِّدُ الـمَجالِس، ومُقَدَّمُها وأَشْرَفُها، قال: وكذلك هو من المساجد.
وقال كروزويل عندما تكلم عن أصل كلمة محراب: (وردت هذه الكلمة في أشعار العرب قديماً، غير أنها لم يكن لها معنى ديني في تلك الأيام)، بل كانت تدل على أشياء دنيوية. ويرى نولدكه أنها كانت تعني بناء الملك أو الأمير. والمستشرق النمساوي رودوكوناكيس عندما حقق أصل كلمة المحراب قال إن المحراب هو الجزء أو المكان الذي يكون في قصر الملك ويخصص لوضع العرش فيه كما في قصر عميرة مثلاً.

### المِحْراب في القرآن
ذُكر المحراب أربعَ مراتٍ في القرآن، منها {كُلَّمَا دَخَلَ عَلَيْهَا زَكَرِيَّا الْمِحْرَابَ} ، والمحراب بناء يتخذه أحد ليخلو فيه بتعبده وصلاته، وأكثر ما يتخذ في علو يرتقى إليه بسلم أو درج، وهو غير المسجد.

## الحكمة من المحراب
يستفاد من المحراب ما يأتي:
- يفيد في تعيين اتجاه القبلة.

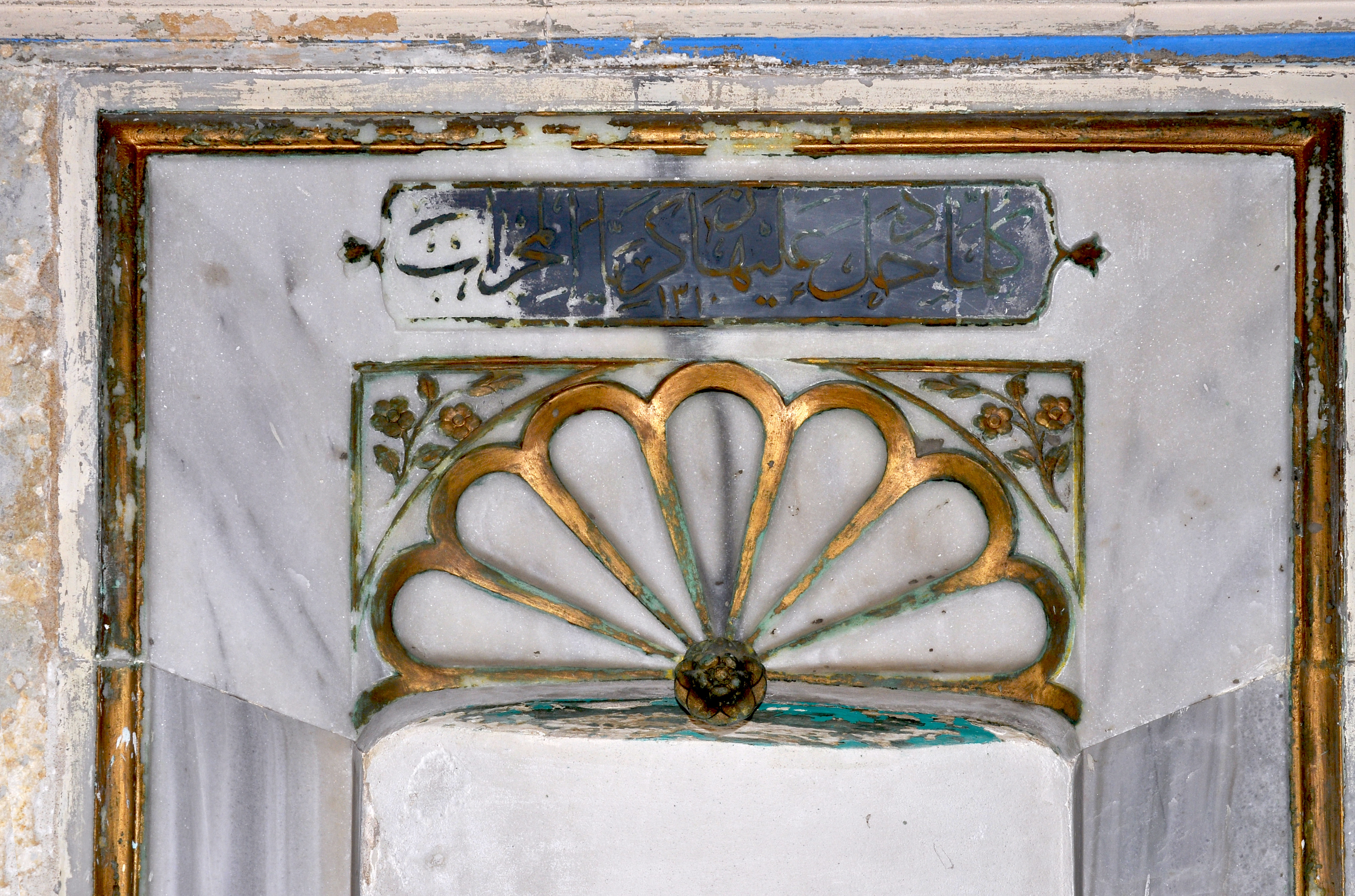
جزء من الآية الكريمة {كلما دخل عليها زكريا المحراب} مكتوبة أعلى محراب يرجع للحقبة العثمانية بمدينة خانية - كريت - اليونان

- يفيد في تحديد مكان الإمام عند الصلاة.
- يفيد في توسيع طاقة المسجد بما يقرب من صف من المصلين في الصلاة الجامعة، ليتسع للإمام في ركوعهِ وسجوده أثناء الصلاة، بحيث لا يشغل مساحة كبيرة يستهلكها هذا الإمام من أصل مساحة المسجد دون أي طائل أو فائدة.[5]
- يساعد على تجميع صوت الإمام وتكبيره، وإيصاله للمصلين الذين يوليهم ظهره أثناء الصلاة، لا سيما قبل اختراع آلة مكبر الصوت.[6]
- المحراب من المصالح المرسلة التي تبدو لمن لا بصيرة له، كأنها بدع يجب تجنبها وعدم إقرارها، وهو عبارة عن علامة دالة على القبلة؛ إذ لولاها لكان العوام ومن لا علم لهم إذا دخل المسجد في وقت لا يوجد غيره يحتار في القبلة، وقد يصلي إلى غيرها، وقد يصبح كل من يدخل المسجد يسأل عن قبلته، لذا اتخذ السلف هذا الطاق في قبلة المسجد للدلالة على القبلة، وليس هو من العبادات في شيء حتى يقال فيه «بدعة منكرة» [7]

## أول محراب في الإسلام
أول محراب في الإسلام كان ببيت النبي محمد (صلى الله عليه وسلم) في مصلاه الخاص[بحاجة لمصدر]، أما في المساجد فيذكر الشيخ طه الولي في كتابه «المساجد في الإسلام» أن أول من وضع المحراب في المسجد هو الخليفة الراشد عثمان بن عفان، من أجل تعيين اتجاه القبلة وتحديد مكان وقوف الإمام في صلاة الجماعة وذلك في المسجد النبوي في المدينة المنورة.
ولربما كان محراب عثمان مجرد علامة في الجدار، فقد إتفق المؤرخون على أن أول من أدخل المحراب المجوف في المسجد هو عمر بن عبد العزيز وذلك أثناء ولايته على المدينة المنورة في أيام الخليفة الأموي الوليد بن عبد الملك. فإن السمهودي في كتابه «وفاء الوفا بأخبار المصطفى» يقول (لما صار عمر بن عبد العزيز إلى جدار القبلة دعا مشيخة من أهل المدينة من قريش والأنصار والعرب والموالي فقال لهم: تعالوا احضروا بنيان قبلتكم لا تقولوا غَيَّر عمرُ قبلتنا. فجعل لا ينزع حجراً إلا وضع مكانه حجراً).
على أن الكاتب المصري الدكتور أحمد فكري، من رأيه أن أول محراب أنشئ في الإسلام، هو محراب سيدي عقبة بن نافع في مدينة القيروان، ويقول الكاتب المذكور: "وقد أجمع المؤرخون أنه في سنة خمسين للهجرة 50، خط عقبة بن نافع (فاتح المغرب) مسجد القيروان، وأبان مكان القبلة منه، وأقام محرابه فيه. وأن هذا المحراب ظل طوال السنين موضع إجلال القوم وتقديسهم فلم يمسه أحد منهم بسوء، حتى أنه لما أرتد زيادةُ الله (ابنِ الأغلب) هدمه وألحَّ في ذلك، لم يُجِبْهُ أحد إليه وحِيلَ بينه وبين هدمه لما كان قد وضعه عقبةُ بنُ نافع ومن معه.

## تصميم المحراب
تصمم المحاريب في باكستان والهند وبلاد ما وراء النهر بواسطة حرفيين مهرة.